# Lockheed D-21

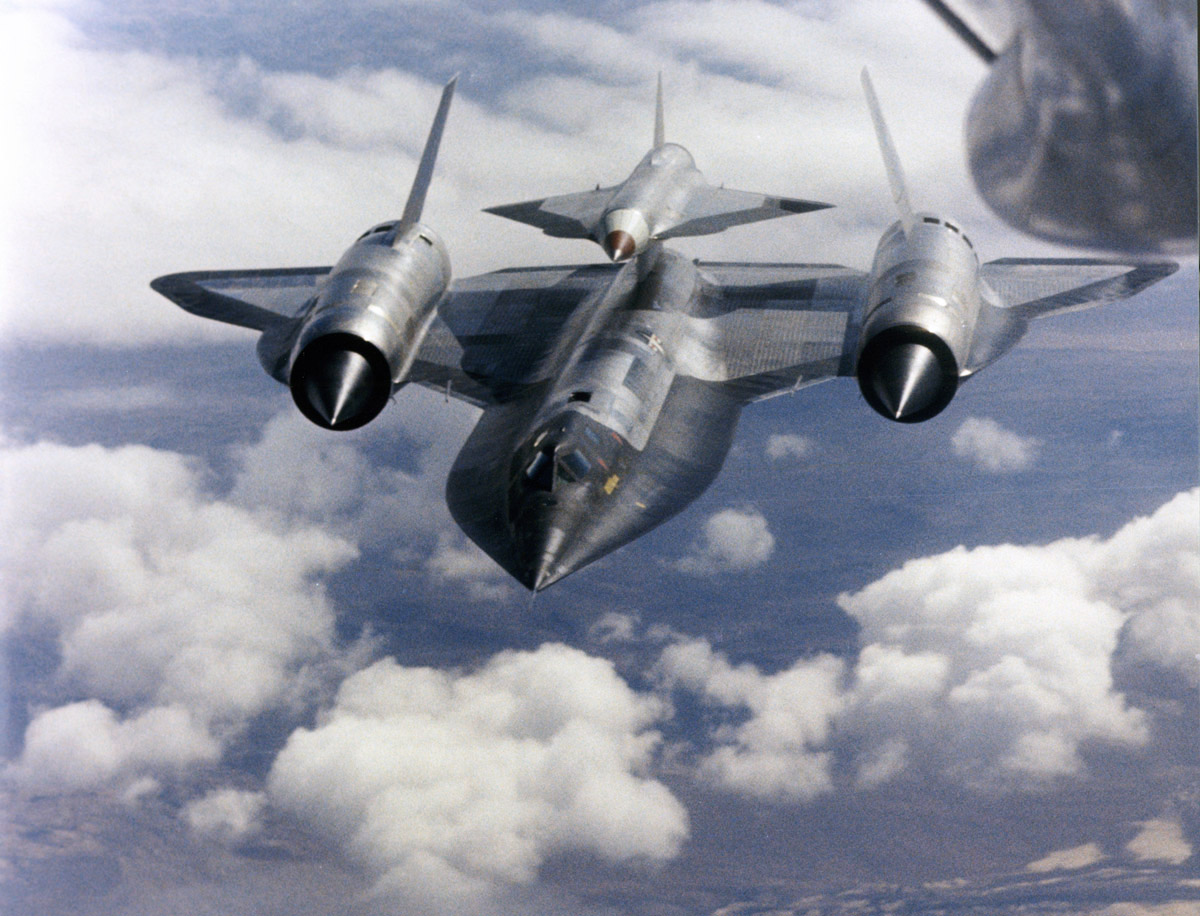
D-21 na grzbiecie M-21

Lockheed D-21 – amerykański, strategiczny bezzałogowy aparat latający (ang. Unmanned Aerial Vehicle – UAV) składający się z bezzałogowego pojazdu D-21A i jego nosiciela M-21, którym był Lockheed A-12. Powstała również wersja D-21B przystosowana do przenoszenia przez bombowce Boeing B-52 Stratofortress wersji H.

## Historia

### Geneza
Po zakończeniu II wojny światowej i podziale świata na dwa obozy, Stany Zjednoczone i ich sojusznicy znalazły się w sytuacji, w której potencjalny przeciwnik w przyszłym, atomowym konflikcie był ekstremalnie niedostępny na próby inwigilacji z zewnątrz. Działalność wywiadowcza założonej w 1947 roku Central Intelligence Agency (CIA) w tak hermetycznym kraju, z rozbudowanymi służbami bezpieczeństwa jakim był Związek Radziecki była mocno ograniczona. Loty wzdłuż granic ZSRR jakie wykonywał samoloty rozpoznawcze Boeing RB-29, RB-50, a następnie odrzutowe Boeing RB-47 nie były w stanie dostarczyć potrzebnych informacji a pomimo tego, że odbywały się w przestrzeni międzynarodowej, radzieckie samoloty myśliwskie atakowały amerykańskie maszyny. Dla amerykańskiej służby wywiadowczej tego typu misje miały jeszcze jedną poważną wadę, samoloty je wykonujące należały do Strategic Air Command (Strategiczne Siły Powietrzne), a nie do CIA. Udaną próbą przejęcia kontroli nad rozpoznaniem strategicznym ZSRR przez CIA był program budowy i eksploatacji samolotu Lockheed U-2. Maszyna wykonywała swoje loty w głąb radzieckiego terytorium na pułapie niedostępnym dla radzieckich samolotów przechwytujących oraz rakiet przeciwlotniczych. Loty U-2 dostarczyły CIA wielu cennych informacji o potencjale militarnym Związku Radzieckiego. Pomimo tego, iż radziecka obrona przeciwlotnicza była bezradna wobec U-2, jego misje były monitorowane przez systemy radiolokacyjne Kraju Rad. Stwarzało to dodatkowe napięcie pomiędzy byłymi sojusznikami koalicji antyhitlerowskiej, napięcie tym bardziej niebezpieczne, że obydwa kraje dysponowały bronią atomową. 10 lipca 1956 roku ZSRR wystosował formalny protest przeciwko lotom U-2 nad własnym terytorium. W zaistniałej sytuacji prezydent Eisenhower nakazał wstrzymanie lotów do czasu znalezienia sposobu na uniknięcie wykrycia przelotu U-2 nad ZSRR.
1 maja 1960 roku radziecka obrona przeciwlotnicza zestrzeliła w pobliżu Swierdłowska pilotowany przez Francisa Gary’ego Powersa szpiegowski samolot Lockheeda U-2. Wydarzenie to stało się bezpośrednią przyczyną kryzysu w stosunkach pomiędzy Związkiem Radzieckim i USA. 16 maja 1960 roku w Paryżu miała odbyć się konferencja czterech mocarstw, na której miano przygotować układ pokojowy z Niemcami oraz podjąć decyzje co do dalszych losów podzielonego Berlina. Chcąc uratować konferencje Eisenhower osobiście obiecał Nikicie Chruszczowowi zaprzestanie lotów szpiegowskich. Po przybyciu do Paryża Chruszczow wystosował ultimatum wobec USA domagając się uznania incydentu z U-2 jako aktu agresji przeciw ZSRR, przeprosin i oficjalnego zakazu dalszych lotów szpiegowskich. Postawione „pod ścianą” Stany Zjednoczone odmówiły spełnienia żądań a cała konferencja zakończyła się fiaskiem. Zestrzelenie Powersa, jego późniejszy proces i przyznanie się do szpiegostwa poza konsekwencjami politycznymi unaoczniło amerykańskim wojskowym, że nawet bardzo duża wysokość, na której operują szpiegowskie maszyny, nie chroni przed przechwyceniem. Podobne wątpliwości – czy duża prędkość i bardzo wysoki pułap pozwoli na uniknięcie sowieckiej obrony przeciwlotniczej – pojawiły się również w 1962 roku, kiedy w powietrze wzbił się najnowszy wówczas samolot rozpoznawczy należący do CIA, Lockheed A-12 (protoplasta późniejszego SR-71 Blackbird). Na początku 1962 roku Eugene Fubini z Biura ds. Badań i Technologii Departamentu Obrony (Office of Research and Engineering) zwrócił się z zapytaniem do Clarence’a „Kelly’ego” Johnsona, pracującego wówczas w należących do Lockheeda zakładach Skunk Works o możliwość budowy bezzałogowego aparatu zwiadowczego opartego konstrukcyjnie o samolot A-12. Wybór Lockheeda był tym bardziej uzasadniony, iż posiadał on już doświadczenie w budowie tego typu aparatów o bardzo wysokich osiągach czego przykładem był Lockheed X-7. Co prawda Joseph V. Charyk, pierwszy dyrektor National Reconnaissance Office, 26 września 1962 roku stwierdził, że z politycznego punktu widzenia misja bezzałogowa nad terytorium Związku Radzieckiego nie różni się od lotu załogowego, to jednak mniejsze rozmiary potencjalnego aparatu bezzałogowego radykalnie zmniejszają ryzyko jego wykrycia.

### Projekt
Początkowo planowano wybudowanie bezpilotowej wersji Lockheeda A-12 jednak na ówczesnym poziomie rozwoju technicznego zadanie to okazało się nierealne. W październiku 1962 roku Kelly Johnson zaproponował wybudowanie bezpilotowej, aerodynamicznej kopii A-12 będącej jego pomniejszoną wersją. Zakładano, że aparat, początkowo oznaczony jako Q-12, napędzany będzie silnikiem strumieniowym Marquart RJ43-MA-11 używanym w skrzydlatym pocisku przeciwlotniczym CIM-10 BOMARC. Start Q-12 następować miał z grzbietu Lockheeda A-12, który rozpędzał się do prędkości umożliwiającej łatwe uruchomienie silnika strumieniowego. Aparat miał być wyposażony w zestaw aparatów fotograficznych przystosowanych do robienia zdjęć z bardzo dużej wysokości. Q-12 nie był wyposażony w system lądowania. Zakładano, że po wykonaniu misji aparat powróci na przyjazne terytorium, nad którym zostanie zrzucony na spadochronie zasobnik z aparaturą szpiegowską i systemem sterowania, a reszta maszyny ulegnie zniszczeniu w powietrzu dzięki układowi samodestrukcji. Cenny zasobnik miał być odzyskany przy użyciu systemu STARS przez samolot NC-130 przechwytujący opadający spadochron i jego ładunek. System nawigacyjny aparatu miał być oparty na bezwładnościowym układzie nawigacyjnym z możliwością zaplanowania trasy lotu z kilkoma punktami zwrotnymi. Na czele programu budowy stanął Robert Murphy a konstruktorem prowadzącym projektu został Art Bradley.
7 grudnia 1962 roku gotowa była makieta Q-12. W pracę nad nową maszyną włączyły się CIA i United States Air Force, co zaowocowało podpisaniem w marcu 1963 roku kontraktu z Lockheedem na rozwój konstrukcji Q-12, która otrzymała nowe oznaczenie D-21 (D jak daughter, córka). Lockheed A-12 będący nosicielem D-21 otrzymał kryptonim M-21 (M jak mother, matka). Cyfra „21” była prostym odwróceniem oznaczenia nosiciela A-12. US Air Force widziały w projekcie poza aparatem rozpoznawczym również potencjalny pocisk bojowy. Mniej entuzjastycznie do D-21 podchodziła CIA, która w owym okresie zaangażowana była już mocno w projekt wykorzystania samolotów U-2 do lotów zwiadowczych nad komunistycznymi Chinami i rozwój załogowego Lockheeda A-12. Jednak wsparcie finansowe obydwu instytucji zapewniło dalsze kontynuowanie programu. Program budowy i rozwoju D-21 otrzymał kryptonim Tagboard. W październiku tego samego roku rozpoczęto badania nad skuteczną powierzchnią odbicia radiolokacyjnego aparatu.

### Próby

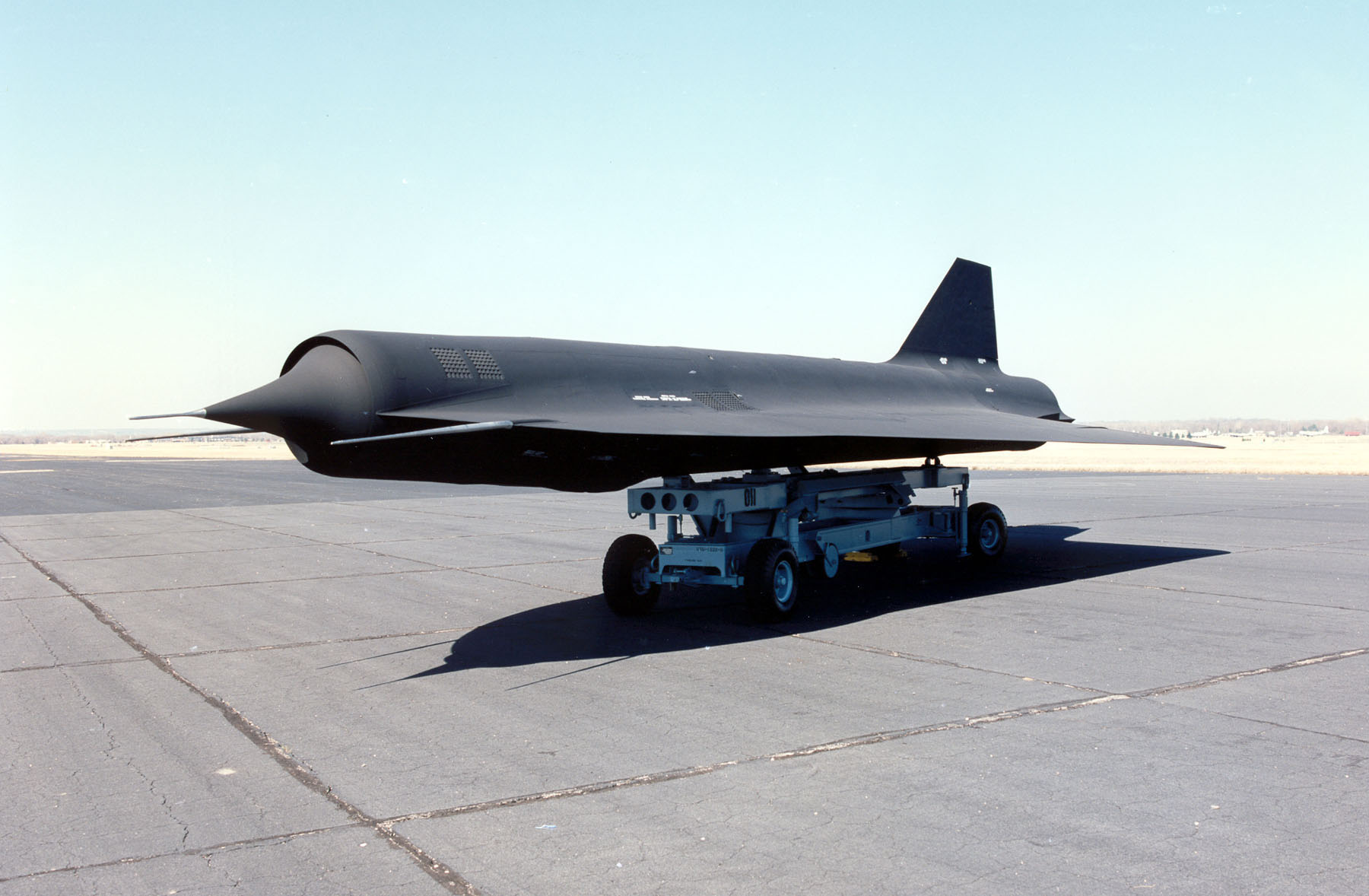
D-21B

Na wersję M-21 przebudowano dwa samoloty A-12 (o numerach 60-6940 i 60-6941). Były to dwumiejscowe maszyny, w których fotel drugiego pilota zajmował oficer odpowiedzialny za start D-21 (Launch Control Operator). Mógł on obserwować oddzielenie się aparatu od nosiciela przez specjalny peryskop. 22 grudnia 1964 roku w powietrze wzbił się po raz pierwszy zespół D-21/M-21, ale nie przewidziano jeszcze oddzielenia się pojazdu rozpoznawczego od nosiciela. Zamówiono również serię siedmiu aparatów D-21. Pierwszą próbę startu D-21 z grzbietu M-21 podjęto 5 marca 1966 roku, zakończyła się ona sukcesem. 27 kwietnia i 16 czerwca tego samego roku przeprowadzono dwa kolejne starty D-21 z grzbietu M-21. Próby wypadły pomyślnie, jednak wykazały, że start bezzałogowego aparatu przy prędkościach naddźwiękowych destabilizuje aerodynamikę nosiciela. Odpalenie D-21 przy mniejszych prędkościach nie gwarantowało skutecznego uruchomienia silnika strumieniowego. Podczas czwartej próby zespołu D-21/M-21, którą przeprowadzono 30 lipca 1966 roku, doszło do katastrofy. Startujący D-21 uderzył w usterzenie nosiciela, niszcząc obydwie maszyny. Piloci M-21 zdołali bezpiecznie się katapultować. Dalsze próby zespołu D-21/M-21 przerwano.

### D-21B

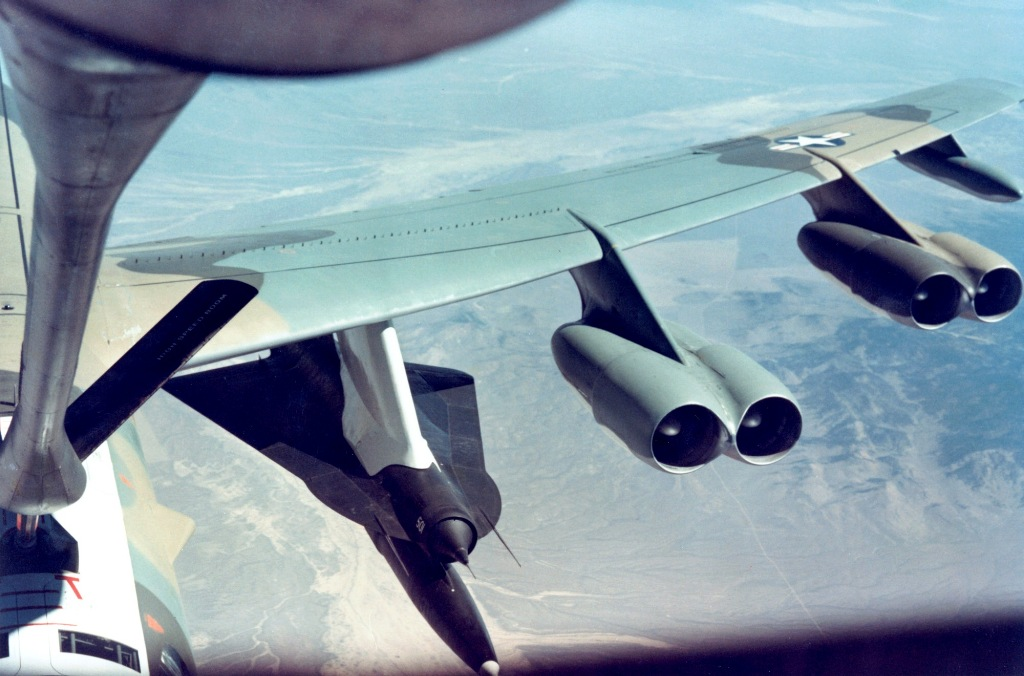
D-21B pod skrzydłem B-52

Pomimo katastrofy CIA i US Air Force nadal były zainteresowane pozyskaniem nowego bezpilotowego samolotu zwiadowczego. W zaistniałej sytuacji Kelly Johnson postanowił do roli nosiciela przystosować dwa bombowce Boeing B-52 Stratofortress w wersji H. Z racji tego, że B-52 nie mógł uzyskać prędkości gwarantujących bezproblemowe uruchomienie strumieniowego silnika D-21, aparat wyposażono w RATO (Rocket Assisted Take Off), zespół dodatkowych silników rakietowych umieszczonych pod kadłubem D-21B, nadających mu po oddzieleniu się właściwą do uruchomienia silnika marszowego prędkość. Tak zmodyfikowany aparat otrzymał oznaczenie D-21B. B-52 przystosowany był do przenoszenia dwóch D-21B, które podwieszano do pylonów przeznaczonych pierwotnie dla skrzydlatych pocisków rakietowych AGM-28 Hound Dog. Pierwsza próba startu odbyła się 28 września 1967 roku. Nie zakończyła się pomyślnie, gdyż aparat „przypadkowo” odpadł od nosiciela jeszcze przed uruchomieniem silników i rozbił się o ziemię. Kolejne próby również nie przyniosły zadowalających rezultatów. Okazało się, że problemem są pomocnicze silniki rakietowe na stały materiał pędny, których praca była nierówna. Powodowało to zaburzenia trasy lotu aparatu i trudności z uruchomieniem silnika strumieniowego. Pierwsza zakończona pełnym sukcesem próba odpalenia D-21B z pylonu B-52 odbyła się dopiero 16 czerwca 1968 roku. Nie oznaczało to jednak końca problemów, kolejne dwa loty ponownie zakończyły się porażką i dopiero w grudniu 1968 roku D-21B wykonał prawidłowy lot.

## Służba

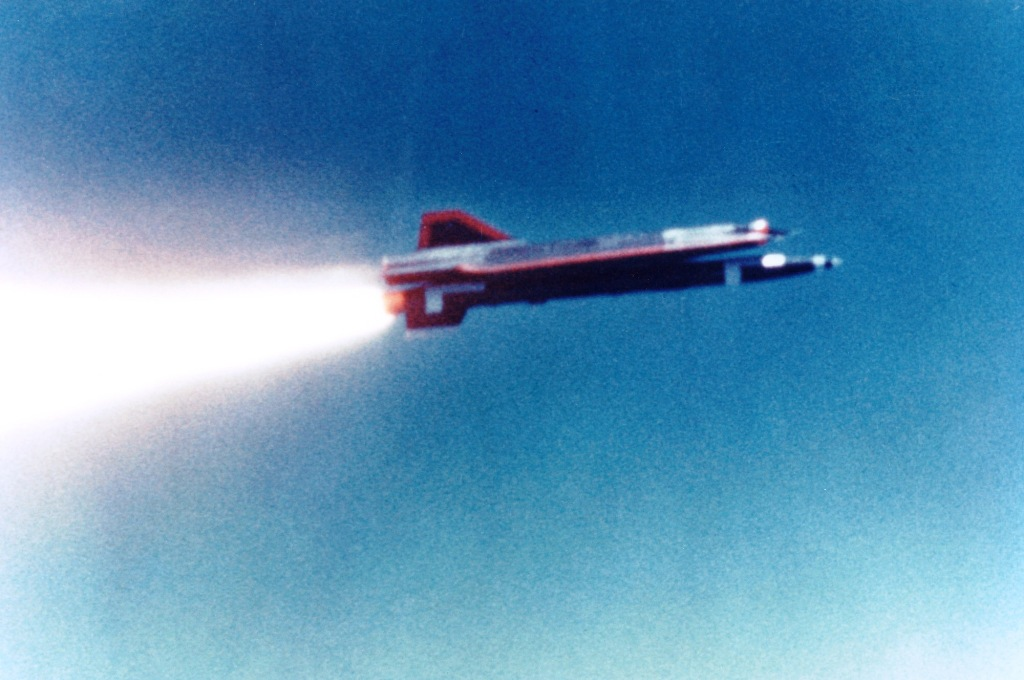
D-21B z pracującym silnikiem startowym

Latem 1969 roku podjęto decyzję o przeprowadzeniu pierwszego lotu operacyjnego. W ramach operacji Senior Bowl maszyny miały przeprowadzić loty rozpoznawcze nad chińskim poligonem atomowym w pobliżu jeziora Lob-nor. 9 listopada 1969 roku wystartował pierwszy zespół B-52H/D-21B. Aparat prawidłowo oddzielił się od nosiciela i pomknął nad cel. Nie został wykryty przez Chińczyków, ale nie wrócił znad chińskiego terytorium. Ślad po nim zaginął aż do lat 90. XX wieku, kiedy okazało się, że zawiódł system nawigacyjny, który skierował aparat nad Syberię, gdzie po wyczerpaniu paliwa D-21 uległ rozbiciu. Rosjanie przechwycili wrak i poddali gruntownej analizie. Ich wynikiem miała być podjęta przez OKB Tupolewa próba skonstruowania podobnej bezpilotowej maszyny rozpoznawczej, oznaczonej wstępnie kryptonimem „Kruk” (Ворон), jednak nigdy nie doszło do realizacji tych zamiarów. Radziecki aparat wraz ze swoim nosicielem, do roli którego planowano wykorzystać samoloty Tu-160 lub Tu-142, miał tworzyć kompleks rozpoznania strategicznego. Podobnie jak w przypadku oryginału, konstrukcja radziecka miała przenosić zasobnik rozpoznawczy również zrzucany na spadochronie. Do napędu maszyny planowano użyć marszowego silnika strumieniowego RD-012. W celu uzyskania prędkości niezbędnej do prawidłowego działania silnika strumieniowego, pod kadłubem planowano umieścić silnik rakietowy, rozpędzający aparat do prędkości marszowej po oddzieleniu się od samolotu – nosiciela.
Kolejny lot nad Chiny odbył się 16 grudnia 1970 roku, ale tym razem D-21B powrócił z misji, zrzuciwszy kapsułę z aparaturą zwiadowczą i systemem sterowania. Spadochron kapsuły nie otworzył się i spadła ona do morza. Kolejny, trzeci lot odbył się 4 marca 1971 roku. I tym razem celem był chiński poligon atomowy, D-21B wykonał zadanie i powrócił w rejon zrzucenia zasobnika, któremu tym razem otworzył się spadochron. Pech prześladujący misje znowu dał znać o sobie, samolot nie przechwycił opadającego zasobnika i wpadł on do morza. Sytuacje próbował ratować towarzyszący amerykański niszczyciel, który staranował pojemnik, zatapiając go. Niecały miesiąc później, 20 marca 1971 roku miała miejsce ostatnia próba przeprowadzenia rozpoznania chińskiego poligonu atomowego przy użyciu D-21B, ale i tym razem fatum wiszące nad operacją dało o sobie znać. Aparat rozbił się na ziemi, a jego szczątki zostały przechwycone przez Chińczyków (jego wrak do dziś można oglądać w Chińskim Muzeum Lotnictwa). Los D-21 został przesądzony, nad Chiny skierowano nowego satelitę szpiegowskiego serii KH-11, a cały program D-21 anulowano 23 lipca 1971 roku. Dalszemu prowadzeniu misji szpiegowskich nad komunistycznymi Chinami nie sprzyjała również polityka odprężenia i normalizacji stosunków, jaką względem Chińskiej Republiki Ludowej prowadził Richard Nixon. Pozostałe wybudowane siedemnaście D-21 zmagazynowano w 309th Aerospace Maintenance and Regeneration Group. Cały program budowy i wykorzystania D-21 pozostał tajny aż do 1993 roku, kiedy oficjalnie ujawniono informację o istnieniu aparatu i jego przeznaczeniu. Wcześniej grupy entuzjastów lotnictwa „odkryły” zmagazynowane w Arizonie D-21, co stało się powodem pojawienia się różnych, często fantastycznych teorii dotyczących zadań i misji, jakie miał wykonywać. Pierwszy raz opinia publiczna miała okazję zobaczyć „nieoficjalne” zdjęcie aparatu w grudniu 1976 roku, kolejny raz w 1981 i 1992 roku. Jesienią 1993 roku pierwszy z wystawianych do dziś aparatów przybył do National Museum of the United States Air Force.